# بيلوزيركا
بيلوزيركا (Білозерка) هي مدينة في مقاطعة كيرسونسكا في أوكرانيا.
يبلغ عدد سكانها حوالي 9164 نسمة.

## أعلام
- سيرغي بوندارتشوك